# Soteria

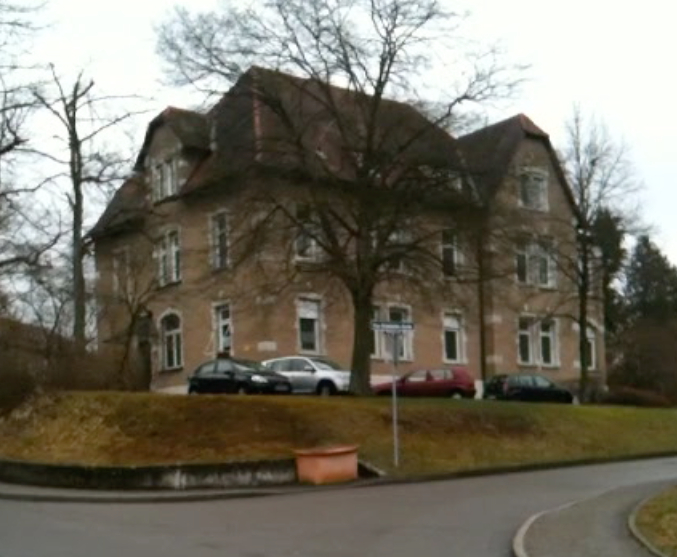
Soteria, Zwiefalten, Alemanha (2011)

O modelo Soteria é um método de recuperação terapêutico de ambiente social, caracterizado por seu fundador como "intervenções interpessoais fenomenológicas 24 horas por dia por pessoal não profissional, usualmente sem tratamento por drogas neurolépticas, no contexto de um ambiente social pequeno, doméstico, quieto, apoiador, protetor e tolerante." Adaptações mais recentes deste modelo às vezes emprega pessoal profissional. É tradicionalmente aplicado ao tratamento dos diagnosticados com esquizofrenia. As casas em que os pacientes são admitidos são chamadas de "casas Soteria".
As casas Soteria são freqüentemente vistas como alternativa ao sistema hospitalar psiquiátrico, percebido como autoritário, hostil, violento e baseado em uso rotineiro de drogas anti-psicóticas. As casas Soteria são por vezes vistas como intervençao precoce ou serviços de resolução de crises, baseados num modelo de apoio à recuperação.
As casas Soteria foram fechadas em 1983 por falta de recursos.